# Sunwolves
Actualités
Les  Sunwolves (japonais: サンウルブズ) sont une ancienne franchise professionnelle de rugby à XV évoluant dans le Super Rugby, fondée en 2015. Basée à Tokyo, au Japon, elle joue toutefois plusieurs matches à Singapour lors de sa saison inaugurale.

## Historique
En 2013, la SANZAR, société privée regroupant les fédérations sud-africaine, australienne et néo-zélandaise depuis 1995 pour gérer le Rugby Championship et le Super Rugby, annonce son désir d'ouvrir le Super Rugby à des franchises situées en dehors des trois territoires historiques à compter de la saison 2016. Début 2014, la SANZAR confirme le passage de 15 à 18 franchises, dont une en Afrique du Sud et une autre en Argentine (qui serait l'équipe nationale, les Pumas). La troisième équipe serait basée en Asie, où le Japon, soutenu par sa fédération, et Singapour font acte de candidature.
Toutefois, le Japon avait de nombreux avantages : un championnat local structuré et rémunérateur (la Top League), capable d'attirer de très bons joueurs étrangers quoiqu'en nombre limité, l'octroi de la Coupe du monde 2019 et des Jeux olympiques en 2020 (le rugby à sept étant devenu discipline olympique), une équipe nationale en progrès et un marché au potentiel commercial considérable. Le Japon obtient donc la dernière franchise en octobre 2014. L'équipe jouera cinq matches à domicile au Chichibunomiya Rugby Stadium, et trois autres au Stade national de Singapour, situé dans le Singapore Sports Hub. Le comité exécutif de la SANZAR entérine le nouveau format en novembre 2014.
En avril 2015, la JRFU crée une société, la Japan Super Rugby Association, chargée de gérer la nouvelle franchise. L'entraîneur en chef de l'équipe nationale, l'Australien Eddie Jones, est logiquement nommé manager général (Director of Rugby). Or, en août 2015, alors que le Japon est en pleine préparation pour la Coupe du monde en Angleterre, Eddie Jones annonce qu'il quittera ses fonctions après la Coupe du monde pour prendre la direction de la franchise sud-africaine des Stormers.
En septembre 2015, la franchise japonaise est versée dans une des deux poules sud-africaines aux côtés des Bulls, des Cheetahs et des Stormers. Trois matches sont disputés à Singapour et cinq à Tokyo. Elle joue son premier match contre les Lions à Johannesbourg le 27 février 2016. Cette saison inaugurale s'apparente à un long calvaire : l'équipe n'obtient qu'une seule victoire (contre les Jaguares, nouvelle franchise argentine) et un seul match nul (contre les Stormers du Cap), et subit seize défaites dont une 92-17 sur le terrain des  Cheetahs, encaissant près de 42 points de moyenne par match. 
Leur participation au Super Rugby doit s'achever après la saison 2020. Elle est par ailleurs interrompue plus tôt que prévu en raison de la pandémie de Covid-19 ; après des négociations non fructueuses pour intégrer le Super Rugby AU étant donné les complications logistiques et de quarantaine, la collaboration entre le Super Rugby et les Sunwolves s'achève officiellement le 1er juin 2020.

### Bilan par saison
| Saison | Place | MJ | V | N | D  | PM  | PE  | Diff | PB | Pts | Commentaires |
| ------ | ----- | -- | - | - | -- | --- | --- | ---- | -- | --- | ------------ |
| 2016   | 18e   | 15 | 1 | 1 | 13 | 293 | 627 | -334 | 3  | 9   |              |
| 2017   | 17e   | 15 | 2 | 0 | 13 | 315 | 671 | -356 | 4  | 12  |              |

## Identité
Entre le 29 mai et le 19 juin 2015, une consultation électronique est lancée sur le site de la franchise nouvellement créé pour inciter les supporters à proposer des noms pour la future équipe. Près de 3 320 suggestions sont recueillies. Il devra être facile à prononcer, symboliser la culture, l'histoire et les traditions japonaises et ne pas utiliser un nom déjà choisi pour une autre équipe nationale japonaise (comme les Blue Samourai, l'équipe de football). Le nom choisi pour la franchise est finalement dévoilé le 5 octobre 2015 : les Sunwolves. Ce nom, les « Loups du Soleil », combine le surnom traditionnellement donné au Japon, le Pays du Soleil Levant, et le loup, animal qui symbolise le courage, la force et le travail d'équipe ou de meute. Le logo est révélé le même jour, tout comme son slogan : Break the Line (Franchir la ligne). Le rouge et le blanc sont les couleurs nationales du Japon et de l'équipe nationale. Les maillots furent dévoilés le 20 décembre : le maillot « domicile » est de couleur orange avec la tête d'un loup, le maillot « extérieur » se présente sous la même forme mais de couleur grise.

## Personnalités

### Effectif 2018
L'effectif est composé de joueurs japonais mais aussi étrangers évoluant en Top League, dans la perspective de la préparation de la Coupe du monde 2019. 
| Nom                     | Poste           | Date de naissance | Nationalité sportive | Sélections (PM) | Club japonais             | Club précédent         | Année d'arrivée au club |
| ----------------------- | --------------- | ----------------- | -------------------- | --------------- | ------------------------- | ---------------------- | ----------------------- |
| Jaba Bregvadze          | Talonneur       | 23/03/1987        | Géorgie              | 54 (10)         | -                         | Krasny Yar Krasnojarsk | 2018                    |
| Shota Horie             | Talonneur       | 21/06/1986        | Japon                | 58 (50)         | Panasonic Wild Knights    | Melbourne Rebels       | 2016                    |
| Yusuke Niwai            | Talonneur       | 22/10/1991        | Japon                | 8 (0)           | Canon Eagles              | -                      | 2017                    |
| Atsushi Sakate          | Talonneur       | 21/06/1993        | Japon                | 13 (15)         | Panasonic Wild Knights    | -                      | 2017                    |
| Nathan Vella            | Talonneur       | 20/01/1990        | Nouvelle-Zélande     | -               | Coca Cola Red Sparks      | Hurricanes             | 2019                    |
| Keita Inagaki           | Pilier          | 02/06/1990        | Japon                | 25 (0)          | Panasonic Wild Knights    | Melbourne Rebels       | 2016                    |
| Koo Jiwon               | Pilier          | 20/07/1994        | Japon                | 7 (0)           | Honda Heat                | -                      | 2016                    |
| Pauliasi Manu           | Pilier          | 23/12/1987        | Nouvelle-Zélande     | -               | Hino Red Dolphins         | Blues                  | 2019                    |
| Craig Millar (c)        | Pilier          | 29/10/1990        | Nouvelle-Zélande     | -               | Panasonic Wild Knights    | Highlanders            | 2018                    |
| Sam Prattley            | Pilier          | 16/01/1990        | Nouvelle-Zélande     | -               | -                         | Chiefs                 | 2019                    |
| Hencus van Wyk          | Pilier          | 02/03/1992        | Afrique du Sud       | -               | Munakata Sanix Blues      | Lions                  | 2018                    |
| Asaeli Valu             | Pilier          | 7/05/1989         | Japon                | 5 (5)           | Panasonic Wild Knights    | -                      | 2018                    |
| Alex Woonton            | Pilier          | 27/02/1988        | Îles Cook            | -               | Ricoh Black Rams          | -                      | 2018                    |
| Hiroshi Yamashita       | Pilier          | 01/01/1986        | Japon                | 51 (30)         | Kobelco Steelers          | Chiefs                 | 2019                    |
| Mark Abbott             | Deuxième ligne  | 20/02/1991        | Nouvelle-Zélande     | -               | Coca Cola Red Sparks      | Hurricanes             | 2019                    |
| Grant Hattingh          | Deuxième ligne  | 03/10/1990        | Afrique du Sud       | -               | Kobelco Steelers          | -                      | 2018                    |
| Uwe Helu                | Deuxième ligne  | 17/07/1990        | Japon                | 11 (0)          | Yamaha Júbilo             | -                      | 2017                    |
| Kazuki Himeno           | Deuxième ligne  | 27/07/1994        | Japon                | 9 (10)          | Toyota Verblitz           | -                      | 2018                    |
| James Moore             | Deuxième ligne  | 11/05/1993        | Australie            | -               | Toshiba Brave Lupus       | -                      | 2018                    |
| Tom Rowe                | Deuxième ligne  | 22/02/1991        | Nouvelle-Zélande     | -               | -                         | Otago                  | 2019                    |
| Luke Thompson           | Deuxième ligne  | 16/04/1981        | Japon                | 63 (45)         | Kintetsu Liners           | -                      | 2019                    |
| Wimpie van der Walt     | Deuxième ligne  | 06/01/1989        | Japon                | 9 (10)          | NTT Docomo Red Hurricanes | -                      | 2018                    |
| Ben Gunter              | Troisième ligne | 24/10/1997        | Australie            | -               | Panasonic Wild Knights    | -                      | 2019                    |
| Lappies Labuschagné     | Troisième ligne | 11/07/1989        | Afrique du Sud       | -               | Kubota Spears             | -                      | 2018                    |
| Michael Leitch          | Troisième ligne | 07/10/1988        | Japon                | 59 (85)         | Toshiba Brave Lupus       | Chiefs                 | 2018                    |
| Dan Pryor               | Troisième ligne | 14/04/1988        | Nouvelle-Zélande     | -               | Munakata Sanix Blues      | Highlanders            | 2019                    |
| Kara Pryor              | Troisième ligne | 02/04/1991        | Nouvelle-Zélande     | -               | -                         | Blues                  | 2019                    |
| Ed Quirk                | Troisième ligne | 28/08/1991        | Australie            | -               | Canon Eagles              | Queensland Reds        | 2016                    |
| Hendrik Tui             | Troisième ligne | 13/12/1987        | Japon                | 43 (90)         | Suntory Sungoliath        | Queensland Reds        | 2019                    |
| Rahboni Warren-Vosayaco | Troisième ligne | 28/09/1995        | Australie            | -               | NTT Shining Arcs          | -                      | 2017                    |
| Jamie Booth             | 1/2 de mêlée    | 14/09/1994        | Nouvelle-Zélande     | -               | -                         | Hurricanes             | 2019                    |
| Yutaka Nagare           | 1/2 de mêlée    | 04/09/1992        | Japon                | 15 (10)         | Suntory Sungoliath        | -                      | 2018                    |
| Kaito Shigeno           | 1/2 de mêlée    | 21/11/1990        | Japon                | 7 (5)           | Toyota Verblitz           | -                      | 2016                    |
| Fumiaki Tanaka          | 1/2 de mêlée    | 03/01/1985        | Japon                | 69 (40)         | Panasonic Wild Knights    | Highlanders            | 2017                    |
| Keisuke Uchida          | 1/2 de mêlée    | 22/02/1992        | Japon                | 22 (25)         | Panasonic Wild Knights    | -                      | 2017                    |
| Rikiya Matsuda          | 1/2 d'ouverture | 03/05/1994        | Japon                | 16 (39)         | Panasonic Wild Knights    | -                      | 2017                    |
| Hayden Parker           | 1/2 d'ouverture | 30/10/1990        | Nouvelle-Zélande     | -               | -                         | Highlanders            | 2018                    |
| Yu Tamura               | 1/2 d'ouverture | 09/01/1989        | Japon                | 53 (179)        | Canon Eagles              | -                      | 2016                    |
| Phil Burleigh           | Centre          | 22/10/1986        | Écosse               | 1 (0)           | -                         | Canterbury             | 2019                    |
| Shane Gates             | Centre          | 27/09/1992        | Afrique du Sud       | -               | NTT Shining Arcs          | Southern Kings         | 2019                    |
| Michael Little (c)      | Centre          | 14/03/1993        | Nouvelle-Zélande     | -               | Mitsubishi Dynaboars      | -                      | 2018                    |
| Ryoto Nakamura          | Centre          | 03/06/1991        | Japon                | 16 (63)         | Suntory Sungoliath        | -                      | 2018                    |
| Rene Ranger             | Centre          | 30/09/1986        | Nouvelle-Zélande     | 6 (15)          | Hino Red Dolphins         | Northland              | 2019                    |
| Will Tupou              | Centre          | 20/07/1990        | Japon                | 6 (5)           | Coca Cola Red Sparks      | Western Force          | 2017                    |
| Kenki Fukuoka           | Ailier          | 07/09/1992        | Japon                | 29 (90)         | Panasonic Wild Knights    | -                      | 2017                    |
| Lomano Lemeki           | Ailier          | 20/01/1989        | Japon                | 8 (35)          | Honda Heat                | -                      | 2018                    |
| Semisi Masirewa         | Ailier          | 09/06/1992        | Fidji                | -               | Kintetsu Liners           | Western Force          | 2018                    |
| Hosea Saumaki           | Ailier          | 10/05/1992        | Tonga                | -               | Canon Eagles              | -                      | 2018                    |
| Gerhard van den Heever  | Ailier          | 13/04/1993        | Afrique du Sud       | -               | Kubota Spears             | -                      | 2018                    |
| Jason Emery             | Arrière         | 21/09/1993        | Nouvelle-Zélande     | -               | Munakata Sanix Blues      | Highlanders            | 2018                    |
| Jamie Henry             | Arrière         | 11/03/1990        | Japon                | 1 (5)           | Toyota Verblitz           | -                      | 2019                    |

### Liste des entraîneurs
- 2016 :  Mark Hammett
- 2017 :  Filo Tiatia
- 2018 :  Jamie Joseph
- 2019-2020 :  Tony Brown